# Resolució 1350 del Consell de Seguretat de les Nacions Unides
La Resolució 1350 del Consell de Seguretat de les Nacions Unides, adoptada per unanimitat el 17 d'abril de 2001 després de reafirmar les resolucions 808 (1993), 827 (1993), 1166 (1998) i 1329 (2000), i examinar les candidatures per als càrrecs de magistrats del Tribunal Penal Internacional per a l'antiga Iugoslàvia rebudes pel Secretari General Kofi Annan, el Consell va establir una llista de candidats en concordança a l'article 13 de l'Estatut del Tribunal Internacional per a consideració de la Assemblea General.
La llista dels 64 candidats proposada per Kofi Annan va ser la següent:
- Aydin Sefa Akay (Turquia)
- Carmen María Argibay (Argentina)
- Lucy Asuagbor (Camerun)
- Jeremy Badgery-Parker (Austràlia)
- Chifumu Kingdom Banda (Zàmbia)
- Roberto Bellelli (Itàlia)
- Pierre G. Boutet (Canadà)
- Hans Henrik Brydensholt (Dinamarca)
- Guibril Camara (Senegal)
- Joaquín Martín Canivell (Espanya)
- Romeo T. Capulong (Filipines)
- Oscar Ceville (Panamà)
- Isaac Chibulu Tantameni Chali (Zàmbia)
- Arthur Chaskalson (Sud-àfrica)
- Maureen Harding Clark (Irlanda)
- Fatoumata Diarra (Mali)
- Cenk Alp Durak (Turquia)
- Moïse Ebongue (Camerun)
- Mathew Epuli (Camerun)
- Albin Eser (Alemanya)
- Mohamed Al Habib Fassi Fihri (Marroc)
- John Foster Gallop (Austràlia)
- Joseph Nassif Ghamroun (Líban)
- Michael Grotz (Alemanya)
- Abdullah Mahamane Haidara (Mali)
- Claude Hanoteau (França)
- Hassan Bubacarr Jallow (Gàmbia)
- Ivana Janu (República Txeca)
- Aykut Kiliç (Turquia)
- Flavia Lattanzi (Itàlia)
- Per-Johan Lindholm (Finlàndia)
- Agustín P. Lobejón (Espanya)
- Diadié Issa Maiga (Mali)
- Irene Chirwa Mambilima (Zàmbia)
- Dick F. Marty (Suïssa)
- Jane Hamilton Mathews (Austràlia)
- Suzanne Mengue Zomo (Camerun)
- Ghulam Mujaddid Mirza (Pakistan)
- Ahmad Aref Moallem (Líban)
- Mphanza Patrick Mvunga (Zàmbia)
- Rafael Nieto-Navia (Colòmbia)
- Léopold Ntahompagaze (Burundi)
- André Ntahomvukiye (Burundi)
- César Pereira Burgos (Panamà)
- Mauro Politi (Itàlia
- Vonimbolana Rasoazanany (Madagascar)
- Ralph Riachy (Líban)
- Ingo Risch (Alemanya)
- Robert Roth (Suïssa)
- Zacharie Rwamaza (Burundi)
- Sourahata Babouccar Semega-Janneh (Gàmbia)
- Tom Farquhar Shepherdson (Austràlia)
- Amarjeet Singh (Singapur)
- Ayla Songor (Turquia)
- Albertus Henricus Joannes Swart (Països Baixos)
- Gyorgy Szénási (Hongria)
- Ahmad Takkieddine (Líban)
- Chikako Taya (Japó)
- Krister Thelin (Suècia)
- Stefan Trechsel (Suïssa)
- Christine Van Den Wyngaert (Bèlgica)
- Volodymyr Vassylenko (Ucraïna)
- Lal Chand Vohrah (Malàisia)
- Sharon A. Williams (Canadà)

27 dels magistrats després van ser escollits en una sessió de l'Assemblea General al juny de 2001 per servir per un període des del 12 de juny de 2001 fins a l'11 de juny de 2005.